# Richard Battin
Pour les articles homonymes, voir Battin.
Richard « Dick » Horace Battin (né le 3 mars 1925 à Atlantic City et mort le 8 février 2014 à Concord) est un ingénieur américain.
Mathématicien et professeur au Massachusetts Institute of Technology (MIT), il a dirigé la conception de l'Apollo Guidance Computer (AGC) utilisé dans le programme Apollo de la National Aeronautics and Space Administration (NASA).